# زمین‌لرزه ۱۹۶۶ پاکستان
زمین‌لرزه پاکستان  در تاریخ ۱ اوت ۱۹۶۶ میلادی، برابر با ‎۱۰ مرداد ۱۳۴۵، ساعت ۲۱:۰۲:۵۷ به زمان یوتی‌سی در پاکستان رخ داد. ژرفای این زلزله ۷٫۴ کیلومتر بود. بزرگی آن ۷ در مقیاس ریشتر اعلام شده‌است. زمین‌لرزه به وقت محلی در روز سه‌شنبه، ساعت ۲ روی داده و منطقه زمانی آن یوتی‌سی +۵ بوده‌است .
شمار کشتگان زلزله حدود ۲ نفر بوده‌است.تعداد زخمیان ۱۵ نفر برآورده شده‌است.